# Darevskia steineri
Espèce
Synonymes
- Lacerta steineri Eiselt, 1995

Statut de conservation UICN

 DD  : Données insuffisantes
Darevskia steineri est une espèce de sauriens de la famille des Lacertidae.

## Répartition
Cette espèce est endémique du Golestan en Iran. Elle se rencontre dans les forêts mixtes hyrcaniennes de la Caspienne.

## Étymologie
Cette espèce est nommée en l'honneur de Hans Martin Steiner.

## Publication originale
- Eiselt, 1995 : Ein Beitrag zur Kenntnis der Archaeolacerten (sensu Mehely, 1909) des Iran (Squamata: Sauria: Lacertidae). Herpetozoa vol. 8, no 1/2, p. 59-72 (texte intégral).